# 竹井英久
竹井 英久（たけい ひでひさ、1950年（昭和25年）10月15日 - ）は、日本の実業家。三井不動産ビルマネジメント、三井不動産リアルティの社長、不動産流通経営協会理事長を経て、セゾンリアルティ代表取締役会長CEO。

## 人物・経歴
東京都出身。1973年慶應義塾大学経済学部卒業、三井不動産入社。1999年千葉支店長。2002年エム・エフ・ビルマネジメント社長。2003年三井不動産ビルマネジメント社長。2006年常務執行役員不動産投資サービス本部副本部長兼不動産投資サービス本部事業開発部長。2007年常務執行役員不動産ソリューションサービス本部長。2009年三井不動産販売副社長。
2011年から三井不動産販売社長を務め、2012年には子会社の三井リハウス東京、三井リハウス西東京、三井リハウス湘南横浜、三井リハウス関西、三井リハウス名古屋を吸収合併し、三井不動産リアルティに商号変更した。2013年不動産流通経営協会理事長。2015年三井不動産リアルティ会長。
2017年三井不動産リアルティ相談役、平成29年建設事業関係功労者等国土交通大臣表彰受賞。2019年アトリウム代表取締役会長CEO。2023年セゾンリアルティ代表取締役会長CEO。